# فرودگاه مو ای رانا
فرودگاه مو ای رانا (به انگلیسی: Mo i Rana Airport, Røssvoll) (به زبان بومی: Mo i Rana lufthavn, Røssvoll) یک فرودگاه همگانی با کد یاتا MQN است که یک باند فرود آسفالت دارد و طول باند آن ۸۰۰ متر است. این فرودگاه در کشور نروژ قرار دارد و در ارتفاع ۶۹ متری از سطح دریا واقع شده‌است.